# Jaraguá (distrito de São Paulo)
Jaraguá es un distrito ubicado en la zona noroeste de la ciudad de Sao Paulo, Brasil. Administrativamente pertenece a la subprefectura de Pirituba. La estación ferroviaria que lleva el mismo nombre del distrito fue construida por la São Paulo Railway Company y fue inaugurada en 1891 con el nombre de "Taipas" y era conocida como la "Parada de Taipas", siendo posteriormente renombrada como "Jaraguá" en 1940.
En este distrito se encuentra el pico del Jaraguá que es el punto más alto del municipio de São Paulo con 1135 metros de altitud.

## Distritos limítrofes
- Perus (norte).
- Municipio de Caieiras (nordeste).
- Brasilândia (este)
- Pirituba y São Domingos (sur)
- Municipio de Osasco (suroeste)
- Anhangüera (oeste)